# Boulder River (Stillaguamish River)
Der Boulder River ist ein Fluss im US-Bundesstaat Washington.

## Flusslauf
Der Boulder River entspringt in der Kaskadenkette. Er fließt in nordwestlicher und dann nordöstlicher Richtung durch die Boulder River Wilderness, um schließlich in den Stillaguamish River zu fließen, welcher wiederum in Port Susan, einen Teil des Puget Sound, fließt. Die Quelle des Flusses sind die Craig Lakes, welche sich an den Hängen der sogenannten Three Fingers befinden. Nachdem er die Seen verlassen hat, fällt er über die Craig Lake Falls und fließt in die Boulder River-Wildnis.
Von dort fließt der Fluss nordwestlich und fließt, sobald er sich nach Nordosten wendet, über die Boulder Falls. Der Fluss fließt danach über einen weiteren Wasserfall, die Half Mile Falls, und schließlich in den Stillaguamish River.

## Zuflüsse
- Gerkman Creek
  - Ditney Creek